# Tulpenbäume
Die Tulpenbäume (Liriodendron) bilden eine der beiden Gattungen der Familie der Magnoliengewächse (Magnoliaceae). Die nur zwei Arten besitzen ein disjunktes Areal in Nordamerika und Asien. Liriodendron tulipifera wird in den gemäßigten Breiten als Zierpflanzen in Parks verwendet.

## Beschreibung

### Vegetative Merkmale
Die zwei Tulpenbaum-Arten sind laubabwerfende Bäume. Die gräulich-weiße Borke longitudinal rissig und löst sich in kleinen Portionen ab. In den eiförmigen Winterknospen hängen die gefalteten Laubblätter.

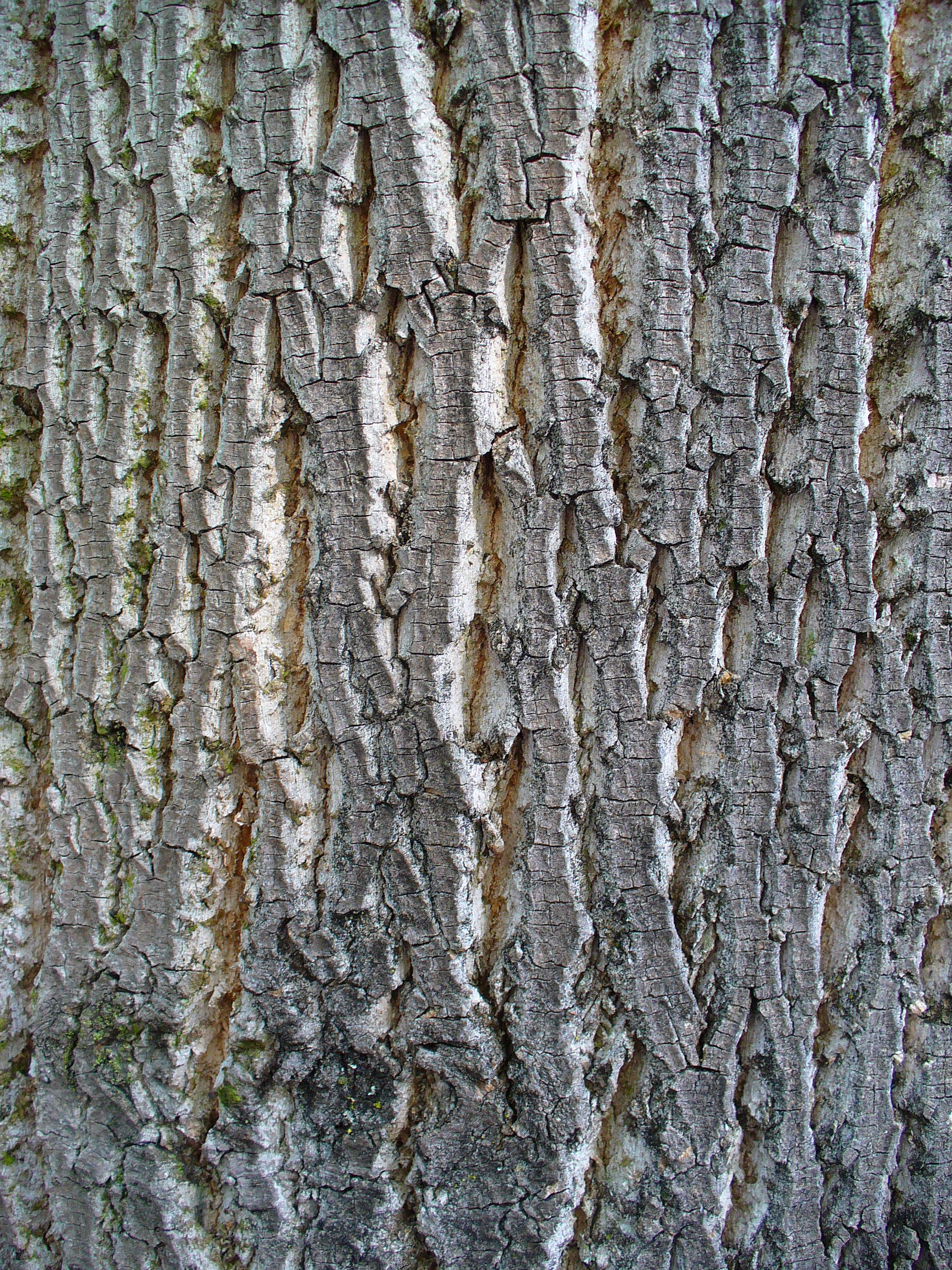
Rinde des Amerikanischen Tulpenbaums (Liriodendron tulipifera)

Die deutlich wechselständig und spiralig an den Zweigen angeordneten Laubblätter bestehen aus einem langen Blattstiel und der Blattspreite. Die einfache Blattspreite ist gleichmäßig vier- bis sechslappig, der Blattgrund ist gerundet bis leicht herzförmig, die Blattspitze ist gestutzt oder eingekerbt. Die Unterseite ist grünblau, die Oberseite glänzend und glatt. Die Nebenblätter sind untereinander, aber nicht mit den Blattstielen verwachsen und fallen spät ab.

### Generative Merkmale
Die Blüten erscheinen einzeln endständig zusammen mit den Laubblättern. Die zwittrigen Blüten sind protogyn, das heißt, die weiblichen Organe reifen vor den männlichen. Die in drei Kreisen stehenden (sieben bis) neun Blütenhüllblätter (Tepalen) sind nur fast gleichgestaltig. Die äußersten Tepalen sind kelchartig, zurückgebogen und grün. Die inneren Tepalen sind kronblattartig, grüngelb mit einem orangen Band oder Fleck an der Basis. Die Staubblätter stehen wirtelig auf einem kurzen Torus und fallen spät ab. Die Staubfäden sind ein Drittel bis halb so lang wie die Staubbeutel. Die vielen freien Fruchtblätter sind schraubig und dachig angeordnet; die untersten sind steril. Jedes Fruchtblatt enthält zwei hängende Samenanlagen. Die Perigonblätter sondern Nektar ab.
Die einseitig geflügelten und holzigen „Flügelfrüchte“ sind Schließfrüchte und stehen zu vielen an einem schmal-kegeligen Blütenboden. Jede Einzelfrucht enthält ein oder zwei Samen.
Die Chromosomenzahl beträgt x=19.

## Systematik, Paläobotanik und Verbreitung

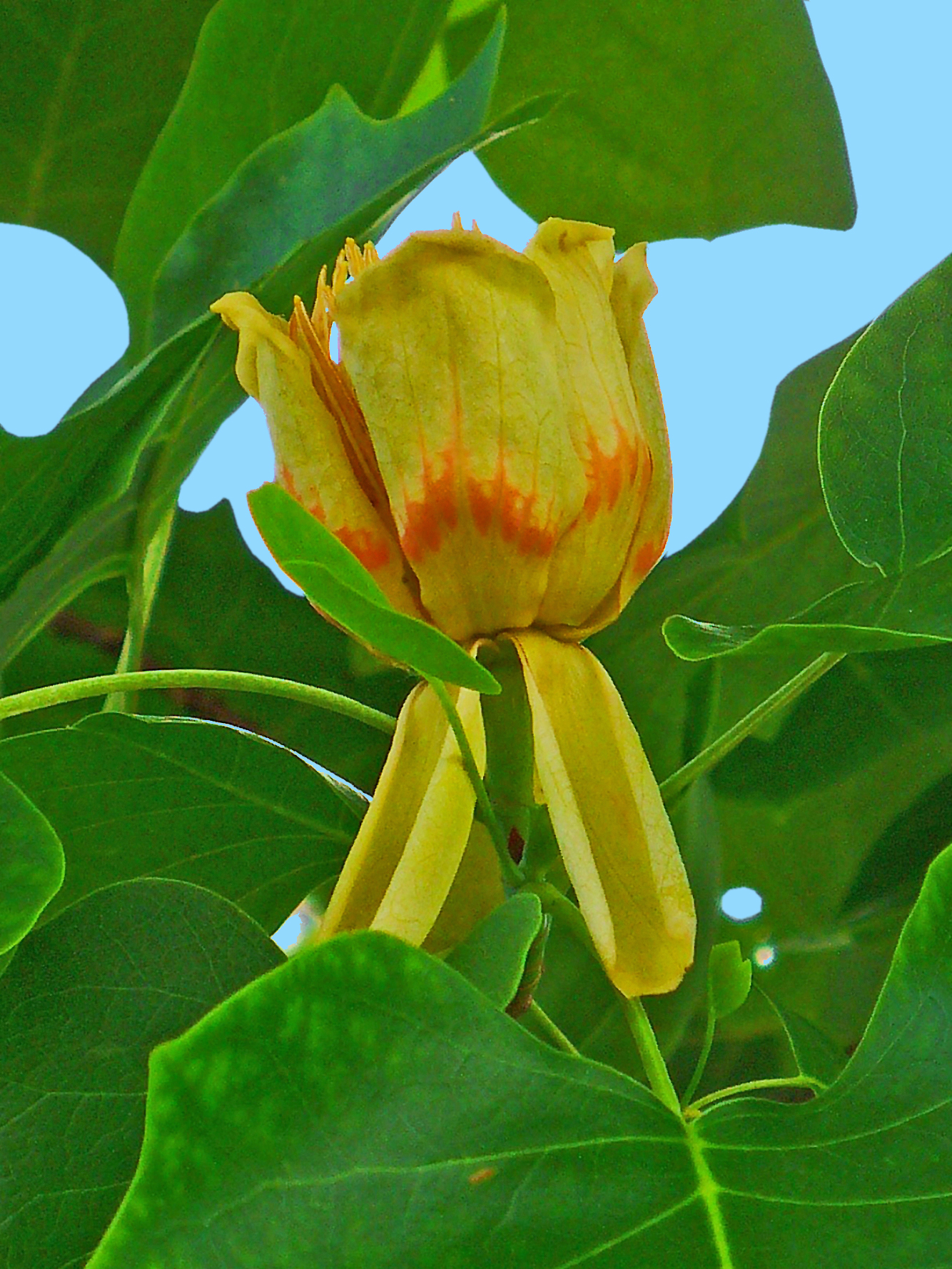
Amerikanischer Tulpenbaum (Liriodendron tulipifera)

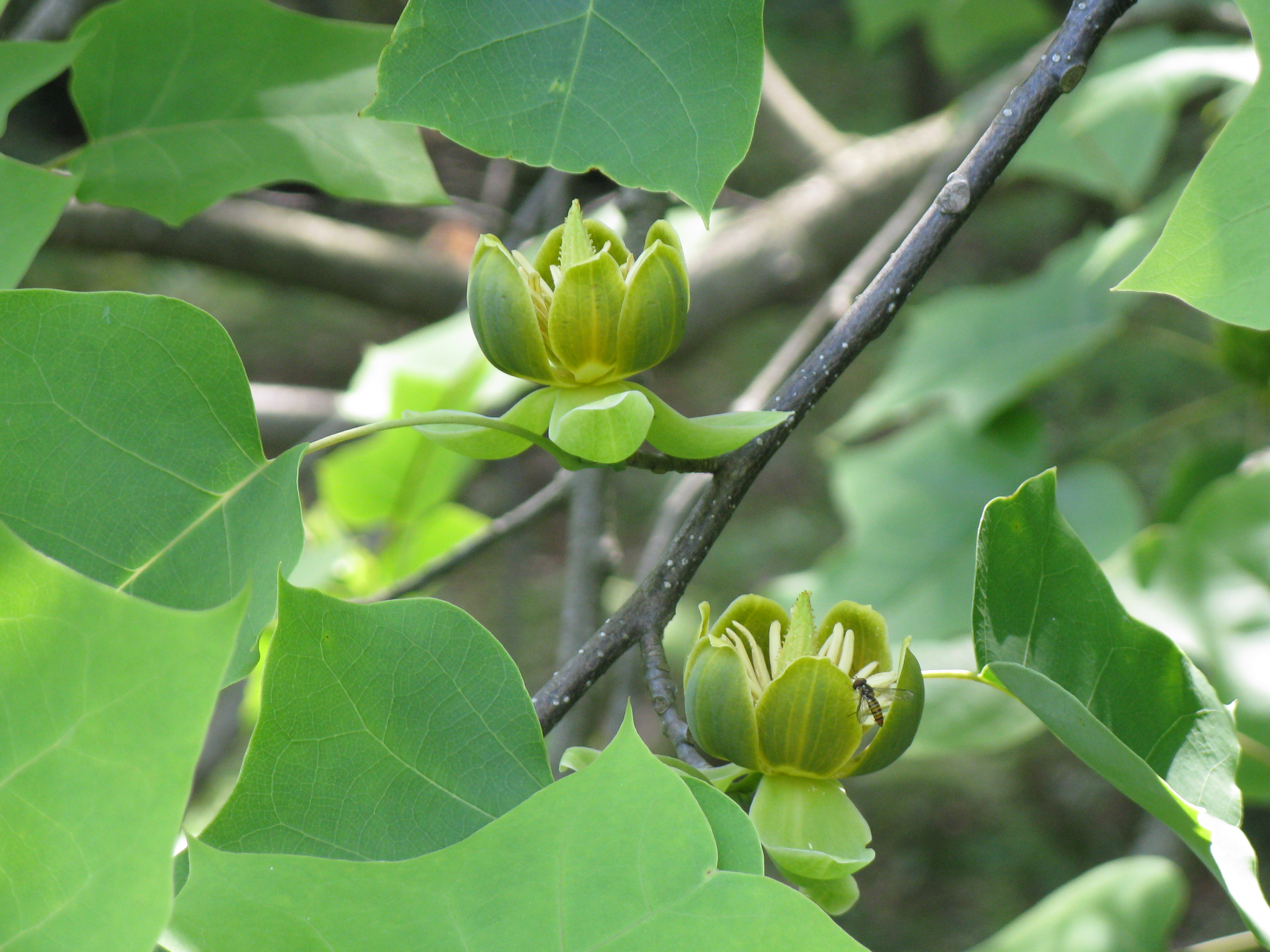
Chinesischer Tulpenbaum (Liriodendron chinense)

Die Gattung Liriodendron wurde 1753 durch Linné in Species Plantarum, 1, S. 535 aufgestellt. Typusart ist Liriodendron tulipifera L. Ein Synonym für Liriodendron L. ist Tulipifera Mill.
Anhand von Fossilien des Tertiär konnte festgestellt werden, dass die Gattung Liriodendron weiter verbreitet war als heute. Fossilien wurden in Europa, Sibirien, Island und Grönland nachgewiesen. Die Gattung Liriodendron besitzt heute ein disjunktes Areal auf der Nordhalbkugel mit nur noch zwei Arten.
Die Gattung Liriodendron umfasst zwei rezente, morphologisch sehr ähnliche Arten:
- Amerikanischer Tulpenbaum (Liriodendron tulipifera L.): Sein Hauptverbreitungsgebiet liegt an der US-amerikanischen Ostküste. Er gedeiht in Höhenlagen zwischen 0 und 1500 Meter. Fundortangaben gibt es für Ontario, Alaska, Arkansas, Connecticut, Delaware, District of Columbia, Florida, Georgia, Illinois, Indiana, Kentucky, Louisiana, Maryland, Massachusetts, Michigan, Mississippi, Montana, New Jersey, New York, North Carolina, Ohio, Pennsylvania, Rhode Island, South Carolina, Tennessee, Vermont, Virginia sowie West Virginia.
- Chinesischer Tulpenbaum (Liriodendron chinense (Hemsl.) Sarg.): Er kommt in kleinen Arealen an der Ostküste und im Zentrum Chinas sowie im nördlichen Vietnam vor. In China gedeiht er in Wäldern in Höhenlagen zwischen 900 und 1000 Meter in den Provinzen Anhui, Chongqing, Fujian, Guangxi, Guizhou, Hubei, Hunan, Jiangxi, Shaanxi, südöstlichen Sichuan, Yunnan, Zhejiang.

Der Afrikanische Tulpenbaum (Spathodea campanulata) ist eine Pflanzenart aus der Familie der Trompetenbaumgewächse.